# NGC 7216
NGC 7216 este o galaxie situată în constelația Indianul. A fost descoperită în 29 iunie 1835 de către John Herschel. Se află la o distanță de 31,48 de megaparseci de Pământ.